# Bergsche Maas
Die Bergsche Maas, auch Bergse Maas, ist ein künstlich angelegter Flussabschnitt der Maas zwischen Well (Gemeinde Maasdriel) und der Stadt Geertruidenberg in der niederländischen Provinz Gelderland. Sie ist 24,5 Kilometer lang, hat eine Breite von 180 Metern und eine durchschnittliche Tiefe von 5,95 Metern.
Die Bergsche Maas bildete die südliche Grenze der Region Land van Heusden en Altena, ein Gebiet im Norden der niederländischen Provinz Noord-Brabant und teilte früher diese historische Region in zwei Hälften.

## Geschichte

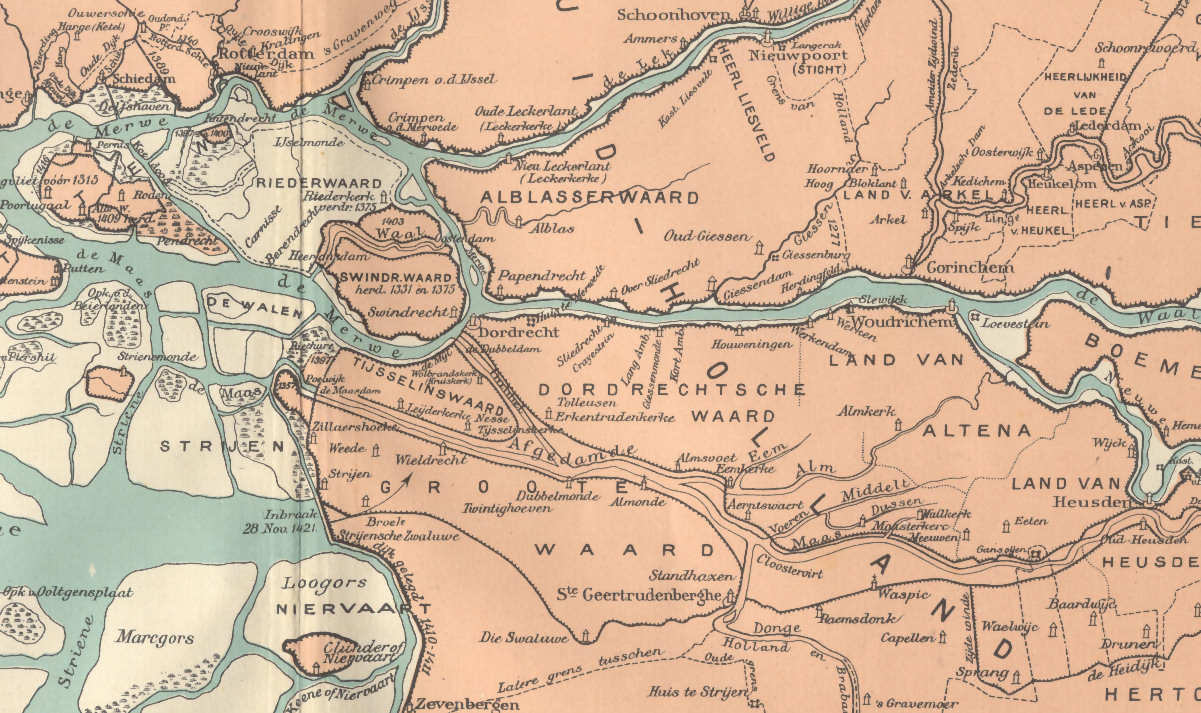
Situation um 1400

Die Maas verlief zwischen 1273 und 1904 von Andel bei Heusden in nordwestlicher Richtung nach Woudrichem. Dort mündete sie als (nach der Aare) zweitgrößter Nebenfluss des Rheins in dessen Hauptmündungsarm, der dort seinen Namen Waal in Merwede ändert.
Da Hochwasser der Waal öfters in das Maasgebiet drang und dort zu Überschwemmungen führte, wurde am 26. Januar 1883 ein Gesetz, de Maasmondwet, beschlossen, dem zufolge das neue Bett der Maas, die Bergse Maas, gegraben wurde. Zwischen 1888 und 1904 wurde die Maas nach Plänen des Wasserbauingenieurs Cornelis Lely bei Andel gesperrt und über das neue Flussbett mit der Amer bei Geertruidenberg und dem Hollands Diep verbunden.
Der neue Maasverlauf folgt ungefähr einem schon länger verlassenen Maasbett; das heute parallel fließende Oude Maasje stammt noch aus dieser Zeit. Zwei Dörfer, Gansoijen und Hagoort, mussten dem Bau der Bergsche Maas weichen.

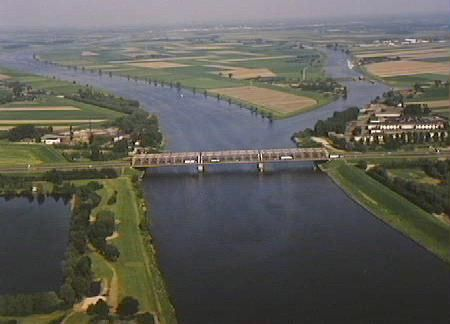
Brücke bei Keizersveer über die Bergse Maas; Blickrichtung nach Osten, von rechts einmündend das "Oude Maasje" (Foto: Rijkswaterstaat)

Ab dem Städtchen Heusden stellt der Heusdensch Kanaal eine Verbindung mit der Abgedämmten Maas (Afgedamde Maas) her. Von Süden fließt bei Geertruidenberg die Donge in die Bergsche Maas, die ab dort in die Amer übergeht.
Die Bergsche Maas hat zwei Brücken, eine bei Keizersveer (Raamdonksveer) und eine bei Heusden. Für die Überfahrt gibt es Fähren bei Dussen, Drongelen und Herpt.
Im Dezember 1944 und Januar 1945 fand am Kapelsche Veer die Schlacht am Kapelsche Veer statt. Die deutsche Wehrmacht hielt in dieser Zeit dort einen Brückenkopf.